# Ha Jeong-woo
Dans ce nom coréen, le nom de famille, Ha, précède le nom personnel.
Ha Jeong-woo est un acteur, réalisateur, scénariste et producteur coréen, né le 11 mars 1978 à Séoul. Il est l’un des acteurs les plus rentables de Corée du Sud, les films auxquels il a participé ayant généré plus de 100 millions d'entrées. Seuls trois autres acteurs ont atteint ce cap, Ha ayant néanmoins presque dix ans de moins que les autres
Avec Song Kang-ho et Choi Min-sik, Ha Jeong-woo est considéré comme l'un des acteurs sud-coréens actuels les plus talentueux et acclamés par la critique.
Il devient célèbre avec son rôle de tueur en série dans le film The Chaser de Na Hong-jin (2008). Considéré comme l'un des acteurs les plus polyvalents du cinéma sud-coréen actuel, Ha Jeong-woo apparaît dans des films de genre très différents : le road movie avec My Dear Enemy (en) (2008), le film de sport avec Take Off (2009), le film policier avec The Murderer (2010), le film de gangster avec Nameless Gangster (2012), le film d'amour avec Love Fiction (en) (2012), le thriller d'espionnage avec The Agent (2013), et le thriller d'action avec The Terror Live (2013). Ha est également connu pour le rôle de l'ange Gang Rim (en) dans Along With the Gods : Les Deux Mondes (2017) et sa suite Along With the Gods : Les 49 Derniers Jours (2018). Il fait ses débuts comme réalisateur avec la comédie Fasten Your Seatbelt (en) (2013), puis Chronicle of a Blood Merchant (en) (2015).

## Biographie
Il est le fils de l'acteur Kim Yong-geon (en) et le frère du chanteur et acteur Cha yeon-woo.
Sa carrière d'acteur débute en 2005 avec le film The Unforgiven de Yoon Jong-bin portant sur les violences dans l'armée.

## Filmographie

### En tant qu’acteur

#### Films
- 2003 : Madeleine (마들렌) de Park Gwang-choon
- 2004 : Superstar Mr. Gam (슈퍼스타 감사용) de Kim Jong-hyeon
- 2005 : She's on Duty (잠복근무) de Park Gwang-choon
- 2005 : The Unforgiven (용서받지 못한 자) de Yoon Jong-bin : Yoo Tae-jeong
- 2006 : Time (타임) de Kim Ki-duk : Ji-woo
- 2006 : The Fox Family (구미호 가족) de Lee Hyeong-gon
- 2007 : Souffle (숨) de Kim Ki-duk
- 2007 : Never Forever (두 번째 사랑) de Gina Kim : Sophie Lee
- 2007 : Forever the Moment (우리 생애 최고의 순간) de Yim Soon-rye : L'homme du rendez-vous
- 2008 : The Chaser (추격자) de Na Hong-jin : Ji Yeong-min, le tueur en série
- 2008 : The Moonlight of Seoul (비스티 보이즈) de Yoon Jong-bin : Jae-hyeon
- 2008 : Our School E.T (울학교 이티) de Park Gwang-choon : le docteur sexy
- 2008 : My Dear Enemy (멋진 하루) de Lee Yoon-ki : Jo Byeong-woon
- 2009 : Les Femmes de mes amis (잘 알지도 못하면서) de Hong Sang-soo : Jeju
- 2009 : Boat (보트) de Kim Young-nam : Hyeong-goo
- 2009 : Take Off (국가대표) de Kim Yong-hwa : Bob/Cha Heon-tae
- 2010 : Parallel Life (평행이론) de Kwon Ho-young : Jang Soo-yeong
- 2010 : The Murderer (황해) de Na Hong-jin : Kim Goo-nam
- 2011 : Come Rain, Come Shine (사랑한다, 사랑하지 않는다) de Lee Yoon-ki : caméo
- 2011 : The Client (의뢰인) de Sohn Young-sung : l'avocat Kang Seong-hee
- 2012 : Nameless Gangster (범죄와의 전쟁 : 나쁜놈들 전성시대) de Yoon Jong-bin : Choi Hyeong-bae
- 2012 : Love Fiction (러브픽션) de Jeon Gye-soo : Joo-wol/le détective Ma
- 2012 : Project 577 (577 프로젝트) de Yi Keun-Woo : lui-même
- 2013 : The Agent (베를린) de Ryoo Seung-wan : Pyo Jong-seong
- 2013 : The Terror Live (더 테러 라이브) de Kim Byeong-woo : Yoon Yeong-hwa
- 2014 : Kundo : Age of the Rampant (군도:민란의 시대) de Yoon Jong-bin : Dol Moo-chi
- 2016 : Tunnel (터널) de Kim Seong-hoon : Jeong-soo
- 2016 : Mademoiselle (아가씨) de Park Chan-wook : le comte
- 2017 : Along With the Gods : Les Deux Mondes (신과함께-죄와 벌) de Kim Yong-hwa : Gang Rim (en)
- 2017 : 1987: When the Day Comes (1987) de Jang Joon-hwan : le procureur Choi
- 2018 : Along With the Gods : Les 49 Derniers Jours (신과함께: 인과 연) de Kim Yong-hwa : Gang Rim (en)
- 2018 : Take Point (PMC: 더 벙커) de Kim Byeong-u : Ahab
- 2019 : Destruction finale (백두산) de Kim Byeong-seo et Lee Hae-joon : Jo In-chang
- 2020 : The Closet (클로젯) de Kim Kwang-bin : Sang-won
- 2023 : Road to Boston (보스턴 1947) de Kang Je-gyu : Son Ki-Jeong
- 2024 : Piège en altitude (하이재킹) de Kim Sung-han : Tae-in
- prévu en 2025 : Nocturnal (브로큰) de Kim Jin-hwang : Bae Min-tae

#### Séries télévisées
- 2005 : Lovers in Prague (프라하의 연인) de Kim Hyeong-sik et Sin Woo-cheol : Ahn Dong-nam
- 2007 : H.I.T (히트) de Kim Yeong-min et Yoo Cheol-yong
- 2022 : Narco-Saints

### En tant que réalisateur
- 2013 : Fasten Your Seatbelt (롤러코스터) de lui-même

### En tant que scénariste
- 2013 : Fasten Your Seatbelt (롤러코스터) de lui-même

### En tant que producteur
- 2012 : Project 577 (577 프로젝트) de Yi Keun-Woo : lui-même

## Distinctions

### Récompenses
- Fantasporto 2007 : Meilleur acteur (Time)
- Blue Dragon Film Awards 2009 : Prix de la popularité
- Baek Sang Art Awards 2013 : Meilleur acteur (The Berlin File)
- Asian Film Awards 2011 : Meilleur acteur (The Murderer)

### Nominations
- Blue Dragon Film Awards 2009 : Meilleur acteur (Take Off)
- Asian Film Awards 2009 : Meilleur acteur (The Chaser)
- Asian Film Awards 2011 : Acteur favori (The Murderer)
- Asian Film Awards 2013 : Meilleur acteur dans un second rôle (Nameless Gangster)